# 霍州市
霍州市（かくしゅう-し）は、中華人民共和国山西省臨汾市に位置する県級市。

## 歴史
周初、武王により霍国が設置される。前661年、晋により霍が滅ぼされると霍邑と称されるようになった。前453年、晋が韓・趙・魏に分裂すると霍邑は当初は韓、その後趙を経て再び韓の版図とされた。
前221年、秦朝による中国統一が達成されると全国に36郡が設置され霍邑は河東郡の管轄とされた。前206年、漢朝は霍邑に彘県を設置、新代には黄城県と、後漢が成立すると134年（陽嘉3年）に永安県と改称されている。
598年（開皇18年）、隋朝は霍邑県と改称、宋代まで沿襲されている。金朝がこの地を支配下に置くと、1215年（貞祐3年）に平陽府の下に霍州を設置し、散県の霍邑県・趙城県・汾西県・霊石県を管轄した。
元代になると平陽府た平陽路（後に晋寧路と改称）と改められ霍州もその管轄となり霍邑・趙城・霊石の3県を管轄した。明朝が成立すると洪武初年に霍邑県は廃止となり、管轄区域は霍州の直轄とされ、清代になると1772年（乾隆37年）に霍州は直隷州に昇格、趙城及び霊石の2県を管轄、1906年（光緒32年）には汾西県が新設されている。
1912年（民国元年）、州制廃止に伴い霍県と改称、1958年には汾西県と合併し霍汾県とされたが、1961年に再分割され霍県とされた。1990年に県級市に改編される際に霍州市と改称され現在に至る。

## 行政区画
- 街道:鼓楼街道、北環路街道、南環路街道、開元街道、退沙街道
- 鎮:白竜鎮、辛置鎮、大張鎮、李曹鎮
- 郷:陶唐峪郷、三教郷、師荘郷